# Dương Thị Bạch Diệp
Dương Thị Bạch Diệp (sinh năm 1948 tại Quy Nhơn, Bình Định) là nữ doanh nhân người Việt Nam. Bà là giám đốc Công ty Trách nhiệm hữu hạn Địa ốc Diệp Bạch Dương. Công ty này có vốn điều lệ vào cuối tháng 1 năm 2019 là 905, 6 tỉ đồng, trong đó Dương Thị Bạch Diệp có 57,54% cổ phần. Bà là một trong những người Việt Nam đầu tiên sở hữu xe ô tô siêu sang Rolls-Royce Phantom (biển số 77L7777). Dương Thị Bạch Diệp còn là Giám đốc kiêm người đại diện pháp luật của Công ty TNHH Nam Nam Phương thành lập năm 2004.

## Thân thế và giáo dục
Dương Thị Bạch Diệp sinh năm 1948, tuổi Mậu Tý.
Bà sinh ra tại Quy Nhơn, Bình Định.
Bà là con em cán bộ cách mạng ở miền Nam Việt Nam trong Chiến tranh Việt Nam. Vì thế năm 1954, bà được cho ra Bắc học tập tại trường Học sinh miền nam số 13. Năm 1964, bà học cấp 3 ở Trường Thái Phiên ở Hải Phòng.
Bà lập gia đình ở Hải Phòng. Chồng bà quê ở tỉnh An Giang.

## Công chức nhà nước
Năm 1971, Dương Thị Bạch Diệp tốt nghiệp Trường Đại học Ngoại thương Hà Nội.
Sau khi tốt nghiệp, bà được phân công công tác tại Chi nhánh Thủ công Mỹ nghệ Hải Phòng. Công việc của bà là cán bộ lao động tiền lương.
Năm 1975, bà cùng gia đình vào nam sinh sống, công tác tại Tổng kho Trung Trung Bộ ở Bình Định quê bà, sau đó chyển về Công ty Vận tải thủy tỉnh An Giang quê chồng bà. Lúc công tác tại đây bà kiên quyết đấu tranh chống lại nạn ăn cắp xăng dầu, từng bị ám sát nhưng thoát chết.
Sau đó bà chuyển công tác về Công ty Bao bì xuất khẩu của Bộ Ngoại thương tại Thành phố Hồ Chí Minh.
Đầu tháng 12 năm 1982, trong khi đang làm công chức, bà bị Công an quận Tân Bình, Thành phố Hồ Chí Minh bắt giam oan với tội danh "lừa đảo chiếm đoạt tài sản riêng của công dân" và được thả sau đó do không có chứng cứ. Bà phải ngồi nhà lao oan trong 2 tháng 15 ngày. Sau việc này, bà chán nản và xin nghỉ chế độ chính sách ở cơ quan nhà nước.

## Kinh doanh bất động sản
Từ năm 1984, bà bắt đầu sự nghiệp kinh doanh bất động sản.
Lúc đầu, bà có một căn hộ nhỏ tầng 2 ở Chung cư 72 đường Ký Con, phường 19 (nay là phường Nguyễn Thái Bình), quận 1, TPHCM. Đây là căn hộ do hai căn ghép lại mà thành, tổng diện tích 160 m2. Bà sửa chữa căn hộ của mình và bán lại với giá 12 lượng vàng. Sau đó vào năm 1984, bà mua tiếp căn nhà số 100 đường Trần Hưng Đạo với giá 4 lượng vàng. Bà xây dựng lại căn nhà này hết 20 lượng vàng và bán cho công ty Savimex với giá 80 lượng vàng. Bà tiếp tục mua nhà cũ, sửa sang và bán lại, kiếm được số tài sản hàng ngàn lượng vàng.
Tháng 11 năm 1994, bà lại bị bắt giam oan lần nữa. Bà bị giam 6 tháng do liên quan đến hợp đồng mua bán nhà số 37 Nguyễn Thị Diệu, quận 3, TPHCM với thiệt hại hàng trăm lượng vàng. Ngày 23 tháng 5 năm 1995, sau 6 tháng bị tạm giam bà được trả tự do và đình chỉ điều tra do cơ quan điều tra không tìm được chứng cứ buộc tội bà.
Ngày 24 tháng 4 năm 2002, Dương Thị Bạch Diệp thành lập Công ty Trách nhiệm hữu hạn Bất động sản Diệp Bạch Dương với địa chỉ trụ sở chính đăng ký ở số 179Bis đường Hai Bà Trưng, Phường 6, Quận 3, TPHCM.
Ngày 23 tháng 11 năm 2007, Dương Thị Bạch Diệp mua xe Rolls-Royce Phantom biển số Bình Định 77L7777 trị giá khoảng 1,3 triệu USD sau thuế phí, thuộc vào loại đắt nhất Việt Nam lúc đó. Xe về tới Việt Nam 28 tháng 1 năm 2008, giá xe lúc đó là 496.360 USD, thuế nhập khẩu và thuế trước bạ 882.092 USD, phí vận chuyển 10.000 USD.
Tháng 7 năm 2014, Kiểm toán Nhà nước kết luận tính đến hết năm 2012 Công ty TNHH bất động sản Diệp Bạch Dương của bà nợ hơn 3700 tỉ đồng tại ngân hàng Agribank chi nhánh Thành phố Hồ Chí Minh, trong đó có 2.967,7 tỷ đồng nợ gốc và 732,3 tỷ đồng lãi phát sinh.
Dương Thị Bạch Diệp từng công bố cho truyền thông biết vào năm 2014 Công ty Trách nhiệm hữu hạn Bất động sản Diệp Bạch Dương sở hữu 6 khu đất đắt đỏ ở Thành phố Hồ Chí Minh (4 khu ở trung tâm quận 1 và 2 khu ở trung tâm quận 3) như Dự án khách sạn 5 sao Diep Bach Duong’s Senla Boutique, Dự án Khách sạn kết hợp trung tâm hội nghị, tiệc cưới cao cấp tại 179 Bis, Hai Bà Trưng, quận 3 (tổng diện tích 3.100 m2, vốn đầu tư hơn 2600 tỉ đồng), và 7 mặt bằng tại tại số 31 Lê Văn Hưu, quận 1. Dương Thị Bạch Diệp thông tin cho phóng viên VnExpress biết được bà có số tài sản trên giấy tờ vào năm 2014 khoảng gần 10 ngàn tỉ đồng.
Tháng 3 năm 2016, Dự án khách sạn 5 sao Diep Bach Duong’s Senla Boutique (111 Hai Bà Trưng, quận 1) được rao bán với giá khoảng 900 tỷ đồng. Sau đó Công ty TNHH Bất động sản và Thương mại Hồng Phúc Quang đã mua lại dự án này vào năm 2017.
Từ tháng 10 năm 2016, Dương Thị Bạch Diệp là Giám đốc kiêm người đại diện pháp luật của Công ty TNHH Nam Nam Phương thành lập năm 2004, trụ sở chính đăng ký tại lầu một số 28 đường Lê Văn Hưu, P.Bến Nghé, Q.1, TPHCM.
Dương Thị Bạch Diệp là người đại diện pháp luật cho bốn công ty, gồm có Công ty TNHH Bất động sản Diệp Bạch Dương, Công ty TNHH Nam Nam Phương, Công ty TNHH Bất động sản Châu Sơn (đã dừng hoạt động), Công ty TNHH Bất động sản Nam Đông Dương (đã dừng hoạt động).

## Gia đình và hoạt động xã hội
Bà có 2 con, con gái bà sở hữu 42,46% cổ phần Công ty Trách nhiệm hữu hạn Bất động sản Diệp Bạch Dương vào cuối tháng 1 năm 2019. Hai mẹ con bà giữ 100% cổ phần công ty này.
Trong quá trình kinh doanh, bà Dương Thị Bạch Diệp đã tích cực tham gia các công tác từ thiện của nhà nước thông qua Mặt Trận Tổ Quốc, cũng như các tổ chức cá nhân khác

## Liên quan tố tụng
Ngày 24/1/2019 Cơ quan Cảnh sát điều tra, Bộ Công an (Việt Nam) (C03) khởi tố, bắt tạm giam bà Dương Thị Bạch Diệp về tội "Lừa đảo chiếm đoạt tài sản" theo điều 174 Bộ luật Hình sự năm 2015. Cùng bị khởi tố với bà là một loạt cựu lãnh đạo của Thành phố Hồ Chí Minh như Phó chủ tịch UBND TPHCM Nguyễn Thành Tài, các giám đốc sở.
Bà Dương Thị Bạch Diệp bị cơ quan điều tra cáo buộc bà đã lừa đảo hàng loạt các cựu lãnh đạo cầp cao của UBND TPHCM để chiếm đoạt tài sản 185 Hai Bà Trưng Quận 3, tài sản này vốn thuộc Trung tâm ca nhạc nhẹ TPHCM được Chủ tịch UBNDTPHCM đồng ý hoán đổi cho công ty DBD để chuyển sang sở hữu 57 Cao Thắng, Quận 3. Các cựu lãnh đạo UBNDTPHCM bị khởi tố về hành vi thiếu trách nhiệm gây hậu quả nghiêm trọng.
Sau 2 năm tiến hành điều tra với 4 lần gia hạn tạm giam, cơ quan điều tra có kết luận gởi Viện Kiểm Sát Nhân Dân Tối Cao truy tố.
Ngày 15/3/2021 vụ án được đưa ra xét xử. Cáo Trạng của Viện Kiểm Sát Nhân Dân Tối Cao đã đề nghị mức án cao nhất của khung hình phạt đối với bà Dương Thị Bạch Diệp - mức án tù chung thân với tội danh "lừa đảo chiếm đoạt tài sản'.
Trong phiên tranh tụng Luật sư Phan Trung Hoài cùng các luật sư bảo vệ quyền lợi cho bà Diệp đã chỉ ra nhiều điểm bất cập của vụ án cũng như cung cấp thêm tài liệu, chứng cứ cho rằng không có chứng cứ để buộc tội bà Dương Thị Bạch Diệp và đề đạt trả tự do cho thân chủ. Phiên tòa gián đoạn 2 lần, lần thứ nhất do sức khỏe bà Diệp, lần thứ hai là khi xuất hiện các tài liệu chứng cứ mới cũng như một số người liên quan được tòa triệu tập đã làm rõ thêm nhiều điểm bất hợp lý trong cáo trạng và kết luận điều tra.
Ngày 25/3/2021, Tòa đã quyết định dừng xét xử, trả hồ sơ điều tra lại, điều tra bổ sung và tổ chức đối chất làm rõ những điểm rất quan trọng của vụ việc. Qua 73 năm cuộc đời, đây là lần thứ 3 bà Dương Thị Bạch Diệp bị liên lụy đến pháp luật và là lần bà bị tạm giam dài nhất với cáo buộc tội danh hình sự liên quan đến một tài sản nhà nước trong khối tài sản tư nhân có giá trị nghìn tỷ đồng của bà.
Sau 11 tháng Tòa trả hồ sơ bố sung, Viện Kiểm Sát giữ nguyên quan điểm không điều tra bổ sung lại.
Ngày 19/11/2021, TAND TP HCM HĐXX tuyên phạt bà Diệp mức án tù chung thân về tội Lừa đảo chiếm đoạt tài sản, Nguyễn Thành Tài, cựu phó chủ tịch thành phố, 5 năm tù về tội Thiếu trách nhiệm gây hậu quả nghiêm trọng, cùng tội danh, Vy Nhật Tảo (nguyên giám đốc Trung tâm Ca nhạc nhẹ) nhận 4 năm 6 tháng tù. Ngoài ra, HĐXX tuyên thu hồi nhà đất 185 Hai Bà Trưng trả lại cho Trung tâm Ca nhạc nhẹ.